# Torsten Voss
Torsten Voss (ur. 23 maja 1963 w Güstrow) – wschodnioniemiecki lekkoatleta specjalizujący się w dziesięcioboju. Po zakończeniu kariery lekkoatletycznej z powodzeniem startował w zawodach bobslejowych.
Międzynarodową karierę lekkoatletyczną zaczynał w 1981 zdobywając wicemistrzostwo Europy juniorów – rok po tym sukcesie ustanowił, 7 lipca w Erfurcie podczas mistrzostw NRD, wynikiem 8387 pkt. nowy rekord świata juniorów. Uplasował się na siódmym miejscu czempionatu globu w 1983, a w 1986 na czwartej lokacie ukończył wielobój podczas mistrzostw Europy. W kolejnym sezonie został w Rzymie mistrzem świata. Srebrny medalista igrzysk olimpijskich z 1988. Stawał na podium mistrzostw NRD oraz reprezentował kraj w meczach międzypaństwowych.
Po zakończeniu kariery lekkoatletycznej rozpoczął starty w rywalizacji bobsleistów. W rywalizacji męskich czwórek zdobył trzy medale mistrzostw świata – ma na koncie jedno srebro (Sankt Moritz 1997) oraz dwa brązowe medale (Winterberg 1995 i Calgary 1996). Startował w zimowych igrzyskach olimpijskich w Nagano (1998) zajmując ósme miejsce w czwórkach.
Jego córka – Stefanie jest lekkoatletką, uprawia skok w dal.